# Primula tanneri
Primula tanneri är en viveväxtart. Primula tanneri ingår i släktet vivor, och familjen viveväxter.

## Underarter
Arten delas in i följande underarter:
- P. t. nepalensis
- P. t. tanneri